# NGC 7834
NGC 7834 est une galaxie spirale située dans la constellation des Poissons. Sa vitesse par rapport au fond diffus cosmologique est de 4 870 ± 25 km/s, ce qui correspond à une distance de Hubble de 71,8 ± 5,0 Mpc (∼234 millions d'al). NGC 7834 a été découverte par l'astronome allemand Albert Marth en 1864.
La classe de luminosité de NGC 7834 est III-IV et elle présente une large raie HI. Selon la base de données Simbad, NGC 7834 est une galaxie candidate au titre de galaxie active.
En raison d'une brillance de surface égale à 14,16 mag/am2, on peut qualifier NGC 7834 de galaxie à faible brillance de surface (LSB en anglais pour low surface brightness). Les galaxies LSB sont des galaxies diffuses (D) avec une brillance de surface inférieure de moins d'une magnitude à celle du ciel nocturne ambiant.